# Sobrado e Bairros
Pour les articles homonymes, voir Sobrado.
Sobrado e Bairros est une paroisse civile portugaise (en portugais : freguesia) de la municipalité de Castelo de Paiva dans le district d'Aveiro. Elle est créée en 2013, par fusion des paroisses de Sobrado et Bairros.

## Géographie
Sobrado e Bairros comprend le centre urbain de Castelo de Paiva. Son territoire est bordé par la Paiva (pt), à l'est.

## Histoire
La paroisse est créée par la loi no 11-A/2013 du 28 janvier 2013 portant réorganisation administrative du territoire des freguesias, en fusionnant les paroisses de Sobrado et Bairros. Son nom officiel est União das Freguesias de Sobrado e Bairros et son siège est fixé à Sobrado.

## Démographie
Lors du recensement de 2021, Sobrado e Bairros compte 4 784 habitants. C'est ainsi la paroisse la plus peuplée de la municipalité de Castelo de Paiva, qui totalise 15 586 habitants.